# Balleimertraining

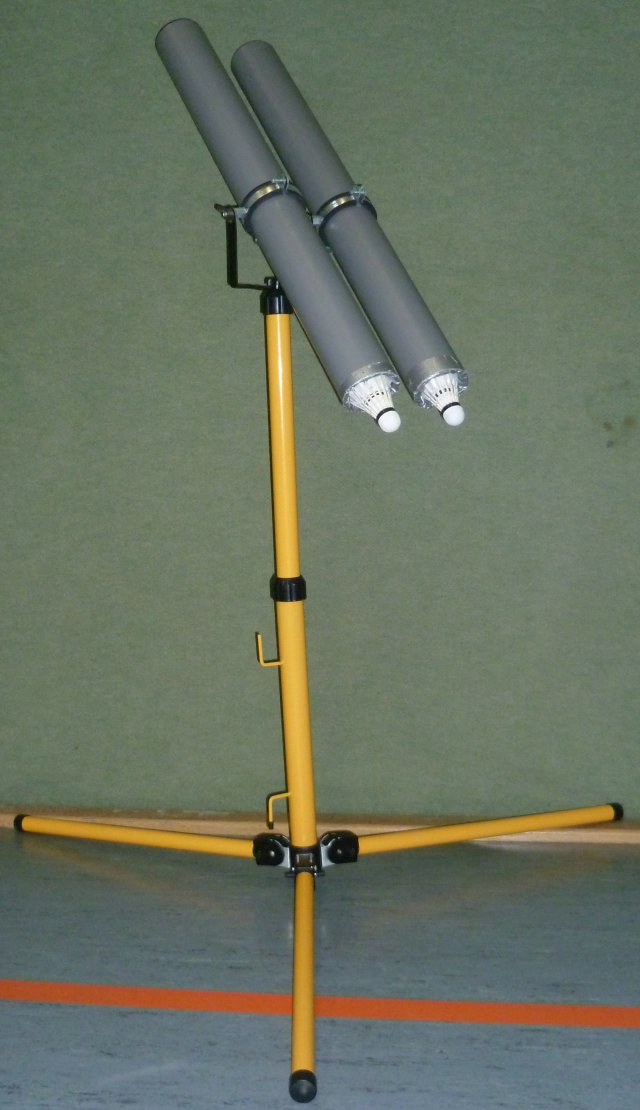
Diese Ballmaschine für die Sportart Badminton wurde aus dem Stativ eines Baustrahlers und zwei KG-Rohren gebaut. Die Bälle rutschen automatisch nach, wenn einer entnommen wird. Ein effektives Balleimertraining ist damit leicht durchführbar.

Das Balleimertraining bezeichnet eine Trainingsmethode für Leistungssportler in den Rückschlagsportarten (z. B. Tischtennis, Tennis, Badminton und Volleyball). Hierbei spielt ein Trainer dem Spieler mehrere Bälle nacheinander zu und nimmt dessen Rückschläge zwar nicht an, beobachtet diese aber. Ausgehend von der Sportart Tischtennis, bei der die Bälle aus einem richtigen Eimer genommen werden, hat sich der Begriff auch auf andere Sportarten verbreitet.
Die Vorteile gegenüber Ballmaschinen, bei denen die Bälle durch eine Maschine zugespielt werden, sind:
- Eine Anpassung der gespielten Bälle an den Trainierenden ist sofort möglich.
- Durch leicht ungenaues Zuspiel (im Vergleich zur Ballmaschine) verbessert sich die Antizipation.
- Eine sofortige Rückmeldung durch den Trainer ist gegeben.
- Ein spielnahes Ausdauertraining ist durch die hohe Anzahl der gespielten Bälle möglich.
- Die Kosten für einen Balleimer und eine evtl. zusätzliche Haltevorrichtung sind wesentlich geringer.

Es werden verschiedene Ständer und Vorrichtungen angeboten (oder selbst gebastelt), um den Balleimer oder die Haltevorrichtung für die Bälle in Griffweite und -höhe des Trainers zu stellen bzw. zu hängen.
Das Balleimertraining ist auch mit zugeworfenen Bällen (z. B. Volleyball oder Badminton) möglich. Es ist dadurch auch von anderen Spielern, statt dem Trainer, durchzuführen.